# Dornrand-Weichschildkröte
Die Dornrand-Weichschildkröte (Apalone spinifera) gehört zur Familie der Weichschildkröten (Trionychidae).

## Beschreibung
Die Tiere erreichen eine Länge von bis zu 48 cm. Die Männchen sind kleiner und leichter als die Weibchen. Der weiche olivebraune oder olivgrüne Carapax ist flach und hat eine runde bzw. ovale Form. An dem gelblichen Rand der Carapax befinden sich kleine Dornen. Besonders auffallend ist die spitze, lange Schnauze der Schildkröte. Die Schnauze und der Kopf haben eine olive-gelbe bis gelb-braue Färbung.

## Vorkommen
Die Art kommt in Nordamerika, Mexiko und südöstlichen Kanada vor. Dort lebt sie in Flüssen, Seen und Teichen.

## Nahrung
Die tagaktiven Tiere sind Fleischfresser. Sie ernähren sich von Insekten, Schnecken, Würmern, Fröschen, Fischen, Krebsen und Larven.

## Fortpflanzung

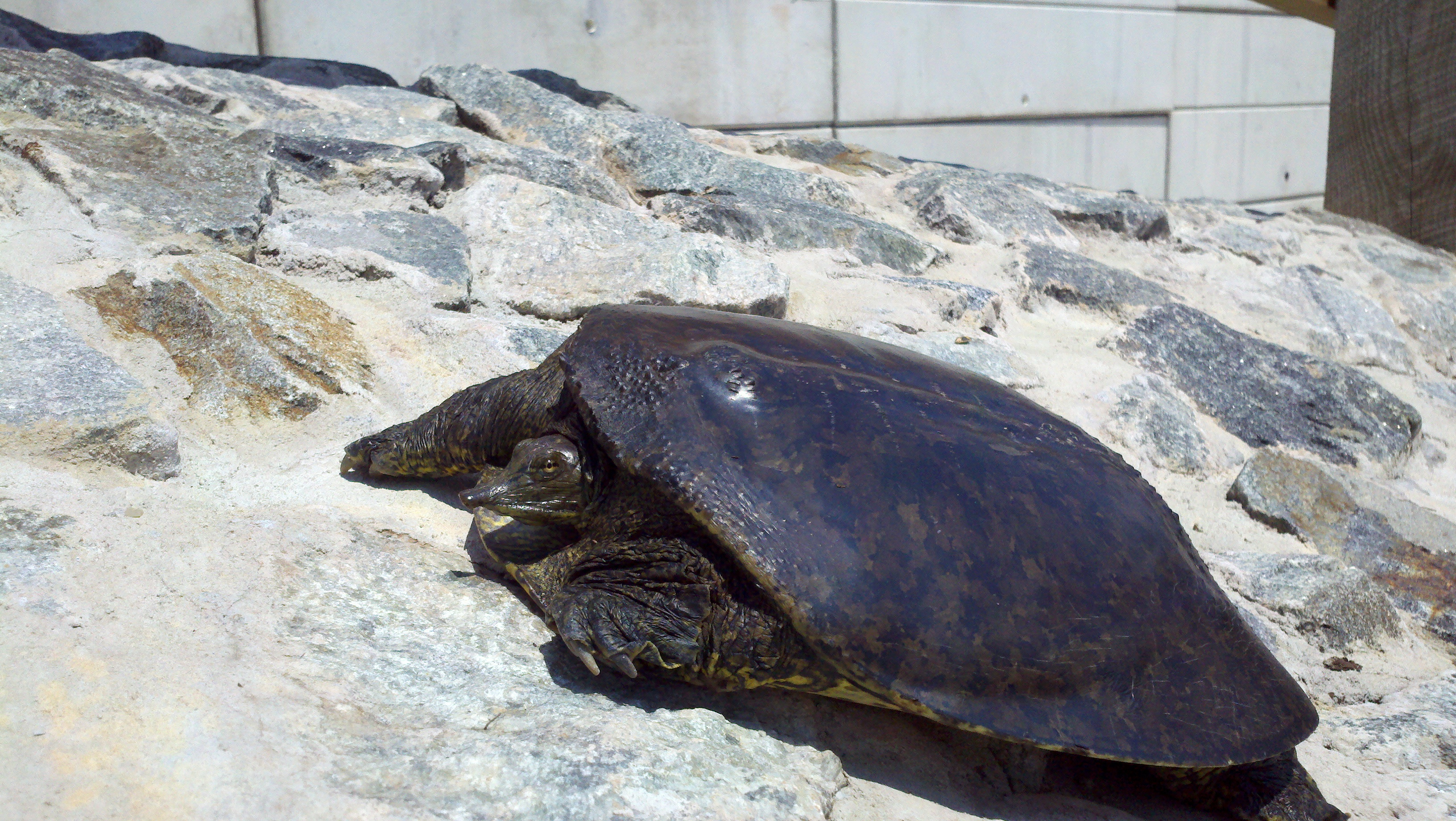
Seitenansicht

Die Weibchen legen in eine Grube 10 bis 30 Eier. Die Jungtiere schlüpfen nach 90 bis 150 Tagen. Das Geschlecht wird durch die Höhe der Bruttemperatur im Laufe der Embryonalentwicklung bestimmt. Die Tiere können ein Alter von bis zu 50 Jahren erreichen.

## Unterarten
- Östliche Dornrand-Weichschildkröte (Apalone spinifera spinifera)
- Golfküsten-Dornrand-Weichschildkröte (Apalone spinifera aspera)
- Texanische Dornrand-Weichschildkröte (Apalone spinifera emoryi)
- Guadalupe-Dornrand-Weichschildkröte (Apalone spinifera guadalupensis)
- Westliche Dornrand-Weichschildkröte (Apalone spinifera hartwegi)
- Helle Dornrand-Weichschildkröte (Apalone spinifera pallida)